# Main-Taunus-Verkehrsgesellschaft
Die Main-Taunus-Verkehrsgesellschaft mbH (MTV) ist die lokale Nahverkehrsorganisation des Main-Taunus-Kreis und sitzt in Hofheim am Taunus. Sie ist Gesellschafterin des Rhein-Main-Verkehrsverbundes.

## Geschichte
Die Main-Taunus-Verkehrsgesellschaft wurde Ende 1986 gegründet. Gesellschafter sind die Städte Bad Soden am Taunus, Eschborn, Eppstein, Flörsheim am Main, Hattersheim am Main, Hochheim am Main, Hofheim am Taunus, Kelkheim (Taunus), Schwalbach am Taunus, die Gemeinden Kriftel, Liederbach am Taunus und Sulzbach (Taunus) sowie der Main-Taunus-Kreis selbst. Um Einfluss auf Verbindungen von und nach Frankfurt zu nehmen, erwarb die MTV im Jahr 1987 Anteile an der Frankfurt-Königsteiner Eisenbahn.

## Angebot
Die Main-Taunus-Verkehrsgesellschaft ist für die Bereitstellung des Bus- und Schienenverkehrs verantwortlich und vergibt ihre Buslinien in den drei Linienbündeln MTK-West, MTK-Ost und MTK-Süd.
Das Bündel MTK-West wurde zum 1. Januar 2024 neu vergeben und ging an die HLB Hessenbus. Die Ausschreibung erfolgte ein Jahr früher als geplant, da der Vertrag mit der vorherigen Betreiberin, der Transdev Taunus, frühzeitig aufgelöst wurde.
Betreiberin des Bündels MTK-Ost ist die DB Regio Bus Mitte, das Linienbündel MTK-Süd wird von der HLB Hessenbus gefahren. Beide Bündel werden Ende 2025 neu ausgeschrieben, womit eine Elektrifizierung der Busflotte einhergehen soll. In Ermangelung eines geeigneten Betriebshofes werden die Busse im Bündel MTK-West noch bis 2031 mit Dieselbussen betrieben.